# Urożajne (obwód winnicki)
Urożajne (ukr. Урожайне) – wieś na Ukrainie, w obwodzie winnickim, w rejonie tywriwskim.
Dawna nazwa miejscowości to Komarów.